# Эммасте (волость)
Э́ммасте (эст. Emmaste vald) — бывшая волость на западе Эстонии в уезде Хийумаа. Административный центр — деревня Эммасте.
В составе волости 43 деревни:
- Валгу
- Ванамыйза
- Вийри
- Кабуна
- Кадерна
- Китса
- Куризу
- Куузику
- Кыммусселья
- Кюлакюла
- Кюлама
- Лаартса
- Ласси
- Лейсу
- Лепику
- Метсалаука
- Метсапере
- Муда
- Мянспе
- Нурсте
- Оле
- Прасси
- Пряхну
- Пярна
- Раннакюла
- Рехеселья
- Рийдакюла
- Селья
- Сепасте
- Синима
- Сыру
- Тилга
- Тохври
- Тяркма
- Улья
- Халди
- Халдрека
- Харью
- Хинду
- Хярма
- Ынгу
- Эммасте
- Яуза